# Szentendre
Szentendre er en by i det nordlige Ungarn med 28.444(2024) indbyggere. Byen ligger i provinsen Pest og er et populært turistmål for ungarere, ikke mindst for beboerne i hovedstaden Budapest, der ligger lige syd for Szentendre.

Szentendre ligger ved floden Donau tæt på Donauknæet.